# Annette Nünnerich-Asmus
Annette Nünnerich-Asmus (* 1961 in Köln) ist eine deutsche Klassische Archäologin, Publizistin und Verlagsleiterin.

## Leben
Nünnerich-Asmus studierte an den Universitäten Münster und Köln Klassische Archäologie, Alte Geschichte und Ur- und Frühgeschichte. In Köln wurde sie 1992 mit einer Dissertation zum Thema Basilika und Portikus. Die Architektur der Säulenhallen als Ausdruck gewandelter Urbanität in später Republik und früher Kaiserzeit promoviert. Anschließend war sie an der Abteilung Madrid des Deutschen Archäologischen Instituts als Wissenschaftliche Mitarbeiterin, danach als Postdoktorandenstipendiatin Mitarbeiterin des Landschaftsverbandes Rheinland zur Aufbereitung römischer Wandmalereien in Xanten tätig. Es folgte die Teilnahme am Graduiertenkolleg der Universität Köln mit dem Forschungsprojekt Heiligtümer auf der Iberischen Halbinsel zur Zeit der Romanisierung. Als Archäologin befasst sich Nünnerich-Asmus vor allem mit der Archäologie des Römischen Reiches und seiner Provinzen. Sie ist insbesondere Spezialistin für das römische Hispanien.
Mitte 1997 wurde Nünnerich-Asmus Chefredakteurin der Zeitschrift Antike Welt im Verlag Philipp von Zabern in Mainz, den sie seit 2002 in Nachfolge Franz Rutzens auch als Geschäftsführerin leitete. In dieser Zeit initiierte sie neue Buchreihen und konzipierte die Antike Welt neu. Viele Buchveröffentlichungen des auf archäologische und kulturhistorische Werke spezialisierten Verlages begleitete sie aktiv, häufig übernahm sie die Redaktion oder Herausgeberschaft von Werken. Nünnerich-Asmus verblieb in der Position der Geschäftsführerin bis Juni 2010. Bis Ende 2010 war sie auch Vertreterin der Landesverbände im Vorstand des Börsenvereins des Deutschen Buchhandels. Hier folgte ihr Helmut Stadeler, beim Zabern-Verlag Jürgen Kron. Die Redaktion der Zeitschrift Antike Welt blieb noch bis Jahresende in ihrer Hand, auf Nünnerich-Asmus folgte hier Holger Kieburg. Sie ist auch stellvertretende Vorsitzende des Vereins der Freunde der Buchwissenschaft des Mainzer Instituts für Buchwissenschaft. Sie ist seit 2001 Mitglied des Kuratoriums der Freunde der Universität Mainz, seit 2004 Mitglied des Kuratoriums der Gerd und Margarethe Krämmer-Stiftung, seit 2009 Mitglied des Kuratoriums der Freunde der Antike auf der Museumsinsel Berlin und des Kuratoriums des Kulturfonds Mainzer Wirtschaft. 2006 bis 2010 war sie Mitglied des Vorstandes der Mozartgesellschaft in Wiesbaden, 2004 bis 2008 Vorsitzende des Fördervereins des Landesmuseums Mainz sowie 2005 bis 2011 Vorsitzende des Landesverbandes der Verleger und Buchhändler in Rheinland-Pfalz. Von 2001 bis 2006 war Nünnerich-Asmus darüber hinaus Co-optiertes Mitglied des Vorstandes der Initiative Römisches Mainz.
Von Januar bis Dezember 2011 war Nünnerich-Asmus Geschäftsführerin des Wienand Verlag in Köln. Im April 2012 gründete sie ihren eigenen Verlag, die Nünnerich-Asmus Verlag & Media GmbH, zunächst mit Sitz in Mainz, mittlerweile in Oppenheim.

## Veröffentlichungen
- Basilika und Portikus. Die Architektur der Säulenhallen als Ausdruck gewandelter Urbanität in später Republik und früher Kaiserzeit. Böhlau, Köln-Weimar-Wien 1994, ISBN 3-412-09593-1 (Arbeiten zur Archäologie).
- Heiligtümer und Romanisierung auf der Iberischen Halbinsel. Überlegungen zu Religion und kultureller Identität. von Zabern, Mainz 1999, ISBN 3-8053-2593-2.
- Herausgeberin: Traian. Ein Kaiser der Superlative am Beginn einer Umbruchzeit. von Zabern, Mainz 2002, ISBN 3-8053-2780-3 (Antike Welt, Sonderband/Zaberns Bildbände zur Archäologie)

## Belege
1. ↑  Börsenverein: Helmut Stadeler folgt im Vorstand auf Dr. Annette Nünnerich-Asmus
2. ↑   Dr. Jürgen Kron wird Geschäftsführer des Philipp von Zabern Verlags (Memento vom 4. Dezember 2012 im Internet Archive)
3. ↑   Verein der Freunde der Buchwissenschaft (Memento vom 25. Oktober 2011 im Internet Archive)
4. ↑  Annette Nünnerich-Asmus gründet Verlag

| Personendaten    | Personendaten                                                    |
| ---------------- | ---------------------------------------------------------------- |
| NAME             | Nünnerich-Asmus, Annette                                         |
| KURZBESCHREIBUNG | deutsche Klassische Archäologin, Publizistin und Verlagsleiterin |
| GEBURTSDATUM     | 1961                                                             |
| GEBURTSORT       | Köln                                                             |